# Ханзейски университет за приложни науки
Ханзейският университет на приложни науки (на нидерландски: Hanzehogeschool Groningen; ХУПН) в Гронинген е най-големият университет за приложни науки (hogeschool – професионално училище) в Северна Нидерландия. Името на университета е свързано със средновековния Ханзейски съюз (Hanze).

## История
Основан е през 1986 г. след сливането на местни институти за професионално образование, най-старият от които е академия „Минерва“, основана през 1798 г.

## Местонахождение
Учебните сгради на университета се разполагат в Асен, Леуварден и Амстердам. Останалите 16 училища се намират в Гронинген.

## Учебна структура
- Академия „Минерва“, училище за изящни изкуства и дизайн;
- Академия на поп културата;
- Ханзейски технически институт;
- Международно бизнес училище;
- Танцова академия на Северна Нидерландия;
- Консерватория „Принц Клаус“;
- Училище по архитектура, урбанизирана среда и строителство;
- Училище за комуникация, медия и ИТ;
- Училище на образованието;
- Училище за Фасилити мениджмънт Гронинген;
- Училище по инженерство;
- Училище за изследване на здравеопазването;
- Юридически факултет Гронинген;
- Институт за науките за живота и технологиите;
- Училище за финансов и икономически мениджмънт (холандски);
- Училище за медицински сестри;
- Училище за маркетинг мениджмънт;
- Училище за спортни науки;
- Училище за социални науки.

## Бакалавърски програми
- Сензорни технологии;
- Академия Минерва, училище за изящно изкуство и дизайн;
- Класическа музика (Консерватория „Принц Клаус“);
- Училище за Музика – Музикално композиране и студио продукции (Консерватория „Принц Клаус“);
- Дирижиране (Консерватория „Принц Клаус“);
- Проектиране и инжениринг на електрони продукти ЕПДЕ;
- Интегрално разработване на продукти;
- Международна Betriebswirtschaft(BW) (програма на немски);
- Международно биомедицинско инженерство;
- Международен бизнес и мениджмънт;
- Мениджмънт на международно строителство;
- Международна комуникация;
- Международно управление на строителството;
- Международен фасилити мениджмънт;
- Международно енергийно производство и разпределение;
- Джаз (Консерватория „Принц Клаус“);
- Медицински изследвания и радиационна онкология (програма с преподаване на холандски);
- Медицински сестри (програма с преподаване на холандски);
- Хранене и диетика (програма с преподаване на холандски);
- Хигиена на устата (програма с преподаване на холандски);
- Физиотерапия;
- Логопедия (програма с преподаване на холандски).

## Магистърски програми
- Магистър международна комуникация;
- Магистър в международния бизнес и мениджмънт;
- Магистър бизнес администрация (МБА);
- Магистър по изящни изкуства – Интерактивна медия и обстановка;
- Магистър по изящни изкуства – рисуване;
- Магистър по изящни изкуства – сценография;
- Магистър по музика;
- Европейски магистър на социалната дейност;
- Европейски магистър по възобновяеми енергийни източници.